# Mayu Iwatani
Mayu Iwatani   (岩谷 麻由 Iwatani Mayu, nacida el 19 de febrero de 1993) es una luchadora profesional japonesa, quien actualmente está trabajando con World Wonder Ring Stardom desde su debut en 2011.
Entre sus logros, es cuatro veces campeona femenina al ser la actual Campeona Femenina de IWGP; haber sido una vez Campeona Mundial Femenil de Honor y dos veces Campeona Mundial de Stardom, también fue dos veces Campeona Maravillosa de Stardom, una vez Campeona de High Speed, dos veces Campeones de las Diosas de Stardom y tres veces Campeona Artística de Stardom y fue ganadora de Cinderella Tournament (2015 y 2016).
Dave Meltzer del Wrestling Observer Newsletter ha llamado a Iwatani y sus compañeras de Stardom, Io Shirai y Kairi Hojo, siendo de las "tres de las mejores luchadoras del mundo".

## Inicios

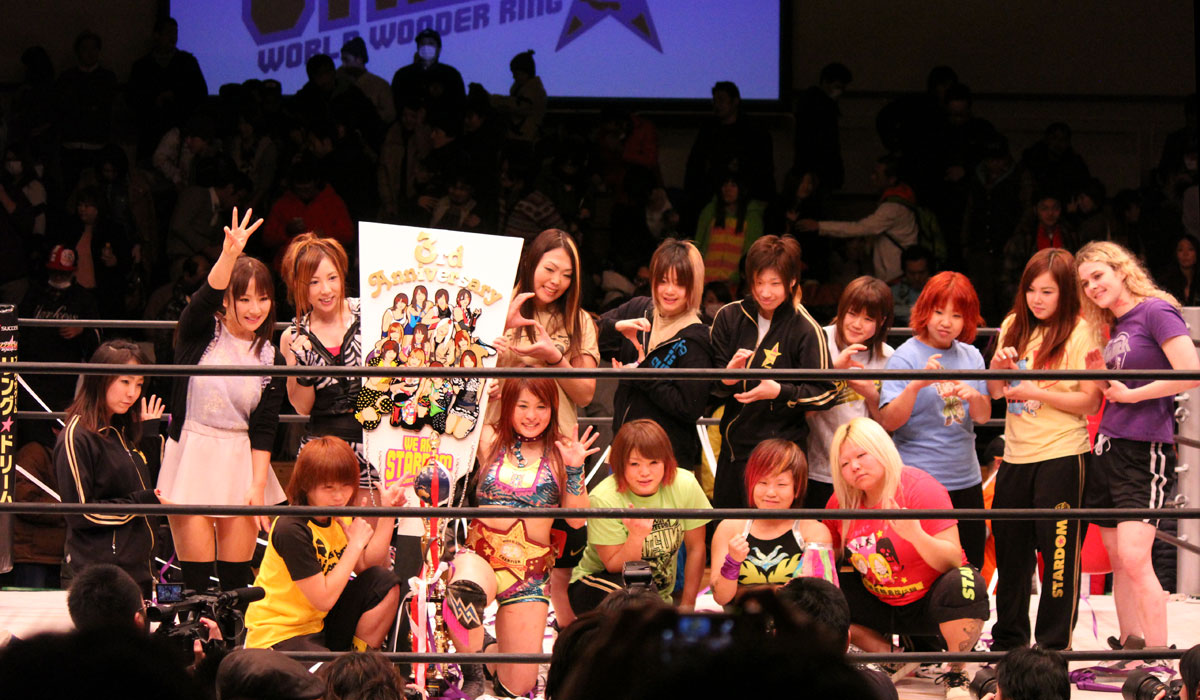
Mayu Iwatani

Iwatani creció en el campo de Mine, Yamaguchi con su familia, que incluye a dos hermanos mayores. En la escuela primaria, practicó judo y salto de altura, pero en la escuela secundaria, comenzó a aislarse de la sociedad, pasando tres años en su mayoría en el interior. Después de dejar la escuela secundaria, se enamoró de la lucha libre profesional después de ver un evento de Dragon Gate. Contactó a Fuka , el gerente general de la promoción World Wonder Ring Stardom, que buscaba nuevos luchadores, y finalmente se mudó a Tokio en 2010 para seguir una carrera en la lucha libre profesional.

## Carrera

### World Wonder Ring Stardom (2011-presente)

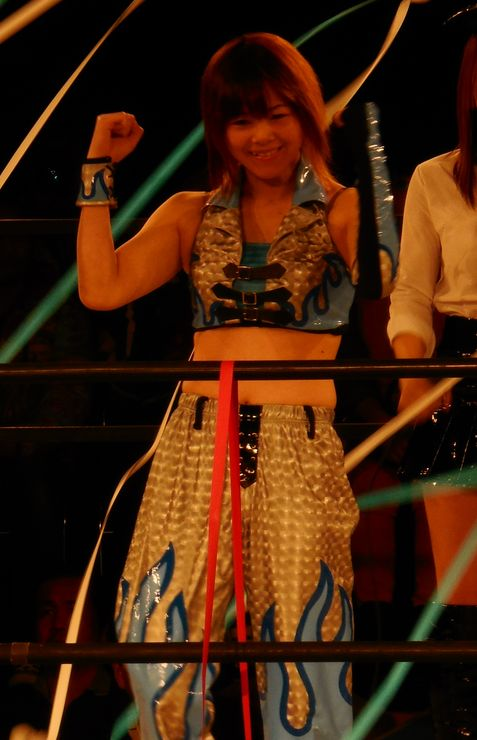
Iwatani en marzo de 2013

Iwatani fue parte de la primera clase de aprendices de Stardom. Hizo su debut en la lucha libre profesional en el evento inaugural de la promoción el 23 de enero de 2011, enfrentando a la debutante Arisa Hoshiki. Después, Iwatani y Hoshiki formaron un equipo de etiqueta llamado AMA, que se convirtió en uno de los actos más populares de Stardom. A pesar de su popularidad, Iwatani fue la última de las aprendices de clase uno en obtener una victoria en un ring de lucha profesional. En junio, fue derrotada por Eri Susa, la otra aprendiz de Stardom sin triunfos, y posteriormente se hizo conocida como la luchadora más débil de Stardom. Iwatani no ganó ninguno de los primeros once meses de su carrera, antes de derrotar finalmente a Susa en una revancha el 25 de diciembre de 2011. Después, Iwatani y Hoshiki pasaron a formar parte del establo "Planeta" de Io Shirai, junto con Natsumi Showzuki. 
Después del retiro de Hoshiki de la lucha libre profesional en junio de 2012, Iwatani comenzó a trabajar en equipo con Io Shirai bajo el nombre de equipo "Thunder Rock". Ella también se convirtió en parte de un establo llamado Tawashis con Hiroyo Matsumoto y Miho Wakizawa. Los tres ganaron el Campeonato de Artista de Stardom el 29 de diciembre de 2013, al derrotar a Alpha Female , The Female Predator "Amazon" y Kyoko Kimura. El 27 de julio de 2014, Iwatani ganó su primer título, cuando derrotó a su compañero Miho Wakizawa por el vacante Campeonato Maravilla de Stardom. Después de un reinado récord de ocho meses, Tawashis perdió el Campeonato Artístico de Stardom ante Hatsuhinode Kamen, Kaori Yoneyama y Tsubasa Kuragaki el 10 de agosto de 2014. El 18 de enero de 2015, Iwatani perdió la Maravilla del Stardom Campeonato para actuar Yasukawa.
El 23 de abril de 2015, Iwatani ganó el primer Torneo Cenicienta anual, derrotando a Koguma en la final. Como resultado, a Iwatani se le concedió una oportunidad por el título máximo de Stardom, el Campeonato Mundial de Stardom, pero fue derrotada por la excampeona, Kairi Hojo, el 17 de mayo. El 6 de mayo, Iwatani e Io Shirai, Thunder Rock, derrotaron a Chelsea y Kairi Hojo para ganar el vacante Campeonato de las Diosas de Stardom. El 11 de octubre, Iwatani derrotó a Rosa Negra para también ganar el Campeonato de High Speed. El 28 de febrero de 2016, Iwatani se convirtió en un triple campeona, cuando ella, Shirai y Kairi Hojo, anunciaron juntos como "Threedom" (una combinación de las palabras "Tres" y "Estrellato"), derrotaron a Evie, Hiroyo Matsumoto y Kellie Skater para el Campeonato Artístico de Stardom. En abril, Iwatani, junto con Hojo y Shirai, viajaron a los Estados Unidos para participar en los eventos organizados por Lucha Underground y Vendetta Pro Wrestling. Como resultado, Iwatani recibió otra oportunidad por el Campeonato Mundial de Stardom, pero fue derrotada por Io Shirai el 15 de mayo. Después de establecer récords para el reinado más largo y las defensas más exitosas, Iwatani y Shirai perdieron el Campeonato de las Diosas de Stardom. El 2 de octubre, Threedom perdió el Campeonato Artístico de Stardom ante Hana Kimura, Kagetsu y Kyoko Kimura en su tercera defensa.

### Ring of Honor (2017-2019)
El 15 de diciembre, Iwatani hizo su debut para la promoción estadounidense Ring of Honor (ROH), cuando fue anunciada como parte de un torneo para coronar a la primera Campeona Femenina del Honor. El 10 de febrero de 2019 en Bound By Honor, Iwatani desafió a Kelly Klein por el Campeona Mundial Femenil de Honor, en el que derrotó a Klein por el título, sin embargo lo perdería ante esta misma el 6 de abril en G1 Supercard.

## Campeonatos y logros
- New Japan Pro-Wrestling
  - IWGP Women's Championship (1 vez, actual)

- Ring of Honor
  - Women of Honor World Championship (1 vez)

- World Wonder Ring Stardom
  - World of Stardom Championship (2 veces)
  - Wonder of Stardom Championship (2 veces)
  - High Speed Championship (1 vez)
  - Goddess of Stardom Championship (2 veces) – con Io Shirai (1) y Saki Kashima (1)
  - Artist of Stardom Championship (5 veces) – con Hiroyo Matsumoto & Miho Wakizawa (1), Io Shirai & Takumi Iroha (1), Io Shirai & Kairi Hojo (1) y Saki Kashima & Tam Nakano (2)
  - SWA World Championship (1 vez, actual)
  - Grand Slam Championship (segunda)
  - Cinderella Tournament (2015, 2016)
  - 5★Star GP Best Match Award (2015) vs. Io Shirai on August 23[5]
  - 5★Star GP Best Match Award (2017) vs. Kagetsu on September 18[6]
  - 5★Star GP Outstanding Performance Award (2014)[7]
  - Best Match Award (2016) vs. Io Shirai on December 22
  - Best Tag Team Award (2015) with Io Shirai[8]
  - Fighting Spirit Award (2017)[9]
  - Technique Award (2014, 2015)[8][10]

- Pro Wrestling Illustrated
  - Situada en el Nº15 en los PWI Female 50 de 2017[11]
  - Situada en el Nº9 en el PWI Female 100 en 2018.
  - Situada en el Nº16 en el PWI Female 100 en 2019.
  - Situada en el Nº10 en el PWI Female 100 en 2020.